# Мазур Людмила Олександрівна
Людмила Олександрівна Мазур (3 листопада 1947 с. Сальниця Уланівського р-ну Вінницької обл. — 13 січня 2000) — українська мисткиня, засновниця станкового паперовитинання, член НСХУ (1990), лауреат республіканської премії ім. братів Тарасевичів (1994), дружина народного художника України, живописця і монументаліста Миколи Мазура, мати лауреата Шевченківської премії, народного художника України, скульптора Богдана Мазура та мистецтвознавця, викладача ХНУ Оксани Мазур.

## Біографія
Людмила Мазур уродженка Вінниччини, з раннього дитинства жила у м. Хмельницькому. Після закінчення восьмирічної школи вступила на живописне відділення Одеського державного училища ім. М. Грекова.
Здобувши фахову освіту, Л. Мазур повернулася до Хмельницького (1968), обійняла посаду викладача дитячої художньої школи. У роботі з дітьми використовувала зразки українського народного мистецтва, зокрема витинання. 1975 року з'явилися традиційні за технікою, але оригінальні за образністю художні твори («Хрущ», «Літо», «Зимове сонце», «Дерево»), у яких мисткиня спиралася на особливості витинанок Поділля: одноосьова дзеркальна симетрія з триярусним її членуванням; просторове витинання (вирізування силуетів в аркуші й виготовлення твору з обидвох його частин). Використовуючи ці прийоми Л. Мазур 1989 року створила перші станкові композиції («Мелодії Поділля — І, ІІ, ІІІ», «Присвята Чорнобилю», «Ніч», «Чорна хмара», «Пейзаж»). Період з 1989 по 1994 роки, коли мисткиня одухотворювала предмети і явища, дістав назву міфо-поетичного. Надалі єдиним засобом самовираження лишається асиметричне витинання, але радикально змінюється образність — її перенесено у екзистенційну площину. На цей час художницю цікавить людська спільнота і окремий індивід, митець і його місце у суспільстві («Прогулянка», «Експромт», «Вигнання з раю», «Куди йдемо?», «Моделювання», «Еміграція», «Натюрморт»). Найбільша колекція творів Л. Мазур зберігається у Хмельницькому обласному художньому музеї [Архівовано 17 січня 2019 у Wayback Machine.].
Микола Мазур порівнював творчість Людмили з Далі, Пікассо і зазначав, що її геніальність до кінця не зрозуміли.
На вшанування імені мисткині редакцією міської газети «Проскурів» та колективом музею 2000 року засновано дитячу громадську премію ім. Людмили Мазур «Подільська палітра», яка вручається щорічно до дня народження мисткині.

## Нагороди та відзнаки
- Лауреат обласної премії ім. Т. Шевченка (1993)
- Лауреат республіканської премії ім. Олександра та Леонтія Тарасевичів (1994).
- Лауреат міської премії ім. Б. Хмельницького (1994).
- Лауреат обласної премії ім. В. Розвадовського (1999).